# Veliká Ves (Kelet-prágai járás)
Veliká Ves település Csehországban, a Kelet-prágai járásban. Veliká Ves Úžice, Odolena Voda, Neratovice, Panenské Břežany és Předboj településekkel határos. Lakosainak száma 394 fő (2024. január 1.).

## Népesség
A település lakosságának változását az alábbi diagram mutatja:
| Lakosok száma | 308  | 355  | 297  | 285  | 255  | 247  | 300  | 352  | 388  | 394  |
|               | 1869 | 1890 | 1921 | 1950 | 1980 | 2001 | 2017 | 2019 | 2022 | 2024 |